# Conistra signata
Conistra signata är en fjärilsart som beskrevs av Ramon Agenjo Cecilia 1945. Conistra signata ingår i släktet Conistra och familjen nattflyn. Inga underarter finns listade i Catalogue of Life.